# Gwilym Lee
Gwilym Lee (* 24. listopadu 1983) je velšský herec. Proslavil se rolí kytaristy Briana Maye v životopisném filmu Bohemian Rhapsody pojednávajícím o hudební skupině Queen.

## Životopis
Narodil se v Bristolu velšským rodičům Tomovi a Ceinwen. Má tři starší sourozence, Gerainta, Owena a Rhiannon. Když byl malý, jeho rodina se přestěhovala do Sutton Coldfieldu v Birminghamu, ale Lee se sám považuje stále za Velšana. Studoval anglickou literaturu na Univerzitě v Cardiffu a herectví na Guildhall School of Music and Drama, kde v roce 2008 získal Guildhall Gold Medal.
V dospívajícím věku začal chodit do hereckého kroužku. V letech 1997 a 1998 se objevil v televizní adaptaci dětských knížek Animal Ark. Ve svých šestnácti letech nastudoval roli v Richardovi III. s Royal Shakespeare Company. Ztvárnil hlavní roli v poslední sérii seriálu Vojandy a několikrát hostoval v různých dalších televizních seriálech (například v Ashes to Ashes, Čerstvém masu nebo Monroe). Též účinkoval v rozhlasových hrách (The Emerald Tiger, The Silver Turk nebo v The Cruel Sea).
V roce 2008 byl nominován na cenu Iana Charlesona za ztvárnění Oidipa ve hře londýnského národního divadla. V roce 2009 si zahrál Laerta ve westendském uvedení Hamleta, přičemž titulní roli ztvárnil Jude Law. V roce 2011 získal cenu Iana Charlesona za roli Edgara v Královi Learovi.
Na konci roku 2013 se začal objevovat v seriálu Vraždy v Midsomeru jako nový policista Charlie Nelson. V dubnu 2016 bylo oznámeno, že v 19. sérii seriálu již nebude účinkovat. Lee to potvrdil na Twitteru a zmínil, že bude hrát v chystaném seriálu Jamestown. V roce 2018 ztvárnil kytaristu skupiny Queen, Briana Maye, v životopisném snímku Bohemian Rhapsody.

## Filmografie

### Film
| Rok  | Název                  | Role           | Poznámky    |
| ---- | ---------------------- | -------------- | ----------- |
| 2008 | The Escort             |                | Krátký film |
| 2010 | Cizinec                | technik        |             |
| 2011 | Isle of Dogs           | D. C. Block    |             |
| 2018 | Bohemian Rhapsody      | Brian May      |             |
| 2018 | The Last Witness       | John Underwood |             |
| 2019 | Svatba na horním kopci | Ned            |             |

### Televize
| Rok       | Název                       | Role                   | Poznámky                    |
| --------- | --------------------------- | ---------------------- | --------------------------- |
| 1997–1998 | Animal Ark                  | James Hunter           | 13 dílů                     |
| 2008      | Mutual Friends              | mladý muž              |                             |
| 2009      | Vraždy v Oxfordu            | Terry Bainbridge       | Díl: „The Quality of Mercy“ |
| 2009      | Waterloo Road               | Steven                 |                             |
| 2009      | Ashes to Ashes              | mladý Summers          |                             |
| 2010      | Doctors                     | Anatole Karpski        | díl: „Idle Hands“           |
| 2011      | Vojandy                     | reverend Henry Jameson | 5 dílů                      |
| 2012      | V kruhu koruny: Jindřich V. | Michael Williams       | televizní film              |
| 2012      | Čerstvé maso                | Giles                  |                             |
| 2012      | Monroe                      | Alex Scholfield        |                             |
| 2012      | Restless                    | Sean Gilmartin         | minisérie                   |
| 2013–2016 | Vraždy v Midsomeru          | Charlie Nelson         | 15 dílů                     |
| 2015      | A Song for Jenny            | James                  | televizní film              |
| 2017      | Jamestown                   | Samuel Castell         | 8 dílů                      |
| 2017      | The Royal House of Windsor  | vypravěč               | dokument                    |
| 2019      | Veliká                      | Grigor Dymov           | díl: „The Great“            |
| 2019      | Sticks and Stones           | Mark Baxter            |                             |

## Videohry
| Rok  | Název                                                          | Role                | Poznámky              |
| ---- | -------------------------------------------------------------- | ------------------- | --------------------- |
| 2013 | Cloud Chamber                                                  | Tom                 |                       |
| 2015 | Dragon Quest Heroes: The World Tree's Woe and the Blight Below | Psaro the Manslayer | hlas v anglické verzi |
| 2015 | Final Fantasy XIV: Heavensward                                 | Cid                 | hlas v anglické verzi |